# Olesicampe insidiator
Olesicampe insidiator là một loài tò vò trong họ Ichneumonidae.